# Otto-Linie
Die Otto-Linie war im Zweiten Weltkrieg eine Befestigungsanlage zwischen Bug und San entlang der 1939 im Deutsch-Sowjetischen Grenz- und Freundschaftsvertrag vereinbarten Grenze. Von den geplanten 140 Kilometer langen Wall- und Grabenanlagen wurden nur Teile im südlichen Abschnitt fertiggestellt.

## Beschreibung
Im Frühjahr 1940 schlug Friedrich-Wilhelm Krüger, seinerzeit Höherer SS- und Polizeiführer Ost, den bewachten Einsatz jüdischer Zwangsarbeiter in SS-Lagern am sogenannten Grenzgraben im Süden des Distrikts Lublin vor. Zum Bau von Panzergräben entlang der am Bug verlaufenden Grenze zur Sowjetunion wurden zwischen Mai und Oktober 1940 schätzungsweise 12.000 bis 14.000 meist polnisch-jüdische Männer aus dem gesamten Generalgouvernement dort eingesetzt. Im August und September waren allein aus dem Distrikt Radom 5406 polnische Juden zu Erdarbeiten im Umkreis des späteren Vernichtungslagers Bełżec verschleppt worden; von ihnen kehrten nur 3483 zurück.
Am 20. Mai 1940 waren 910 Roma und Sinti aus Hamburg, Schleswig-Holstein und Bremen vom Hannoverschen Bahnhof (Hamburg) nach Bełżec deportiert worden. Sie mussten dort schwere Zwangsarbeit verrichten; die Todesrate war sehr hoch. Im Juli 1940 wurden die Überlebenden verlegt und bei der Moorentwässerung eingesetzt.
Es entstand ein Komplex aus acht größeren Lagern; Im Dorf Bełżec, in dessen Nähe später das gleichnamige Vernichtungslager Bełżec errichtet wurde, lebten zeitweilig rund 3000 Juden auf einem Gutshof, bei einem Mühlenbetrieb und in einem Lokomotivschuppen. Entlang der Grenze waren Arbeitstrupps bei Bedarf auch in Synagogen, Lagerhäusern oder Scheunen untergebracht.
Bis Oktober 1940 waren nur 40 km der Befestigungsanlage annähernd fertiggestellt. Das Projekt erwies sich schon bald als militärisch nicht sinnvoll, weil bereits seit dem Herbst 1940 der Krieg gegen die Sowjetunion vorbereitet wurde, und die Arbeiten wurden zugunsten wasserwirtschaftlicher Vorhaben eingestellt. Auch die sowjetische Molotow-Linie, das Gegenüber zur Otto-Linie, war bis 1941 nicht fertiggestellt.